# Павлов, Алексей Петрович
Алексе́й Петро́вич Па́влов (19 ноября (1 декабря) 1854, Москва — 9 сентября 1929, Бад-Тёльц, Германия) — русский и советский учёный-геолог, палеонтолог и стратиграф. Профессор Императорского Московского университета (с 1886), академик Императорской Санкт-Петербургской академии наук (с 1916).

## Биография
Родился 19 ноября (1 декабря) 1854 года в Москве, в семье отставного подпоручика.
В 1874 году окончил курс Второй Московской гимназии.
В 1878 году окончил естественное отделение физико-математического факультета Московского университета со степенью кандидата и золотой медалью за сочинение на заданную тему: «О последних исследованиях относительно семейства аммонитидов».
Преподавал химию и естествознание в Тверском реальном училище (1878—1881).
В 1880 году по рекомендации своего учителя Г. Е. Щуровского был назначен хранителем Геологического и Минералогического кабинетов Московского университета.

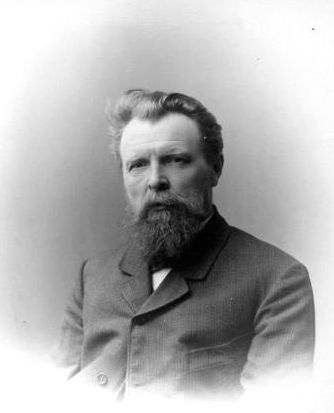
А. П. Павлов в 1906 году.

В марте 1884 года защитил магистерскую диссертацию на тему: «Нижневолжская юра», написанную на основании исследований в Поволжье, выполненных по поручению Санкт-Петербургского минералогического общества и стал приват-доцентом кафедры геогнозии и палеонтологии Московского университета.
Летом 1884 года работал в Париже в лаборатории Годри и в Вене — у Неймайра. Там Павлов познакомился со своей будущей женой, выпускницей Сорбонны М. В. Гортынской.
В 1886 году защитил докторскую диссертацию на тему: «Аммониты зоны Aspidoceras acanthicum Восточной России» Архивная копия от 13 января 2020 на Wayback Machine и был утверждён в декабре 1886 года экстраординарным профессором Императорского Московского университета (с 1884 года — заведующий кафедрой). Ординарный профессор — с 1896 года, заслуженный профессор Московского университета — с 1909 года.
Преподавал также на Лубянских женских курсах, в Петровской сельскохозяйственной академии (с июня 1889 года, в качестве сверхштатного доцента), Московском археологическом институте, Народном университете имени А. Л. Шанявского, а также в Горной академии.
Вместе с женой М. В. Павловой в 1914—1917 годах организовал Геологический музей Московского университета.
Директор Московского геологического института (1924); председатель Комиссии по изучению четвертичного периода (1927).
Скончался 9 сентября 1929 года на лечении в городе Бад-Тёльц (Бавария, Германия). В «Энциклопедии мелового периода» (онлайн) указано, что А. П. Павлов был похоронен на городском кладбище там же в Бад-Тёльце, что подтверждается архивной записью, однако по причине отсутствия оплаты за содержание могилы на её месте впоследствии было осуществлено другое захоронение. В то же время архивная служба Российской АН утверждает, что академик был похоронен в Москве, та же информация с указанием, что могила не найдена, приводится в биобиблиографическом справочнике «Историки и краеведы Москвы».

## Семья
- Жена — Павлова, Мария Васильевна (1854—1938) — палеонтолог, профессор зоологии.

## Вклад в науку и образование
В 1896 году опубликовал работу «О геологическом характере окрестностей Москвы» («Естествознание и география», № 5). В 1907 издал пособие для проведения экскурсий «Геологический очерк окрестностей Москвы» (до 1947 пособие выдержало 5 изданий).
Основные труды в области стратиграфии, палеонтологии, четвертичной геологии, тектоники, геоморфологии, инженерной геологии и истории геологических знаний. В частности, А. П. Павлов выполнил важные работы по стратиграфии верхнеюрских и нижнемеловых отложений Поволжья и средней части Европейской России, а также по стратиграфии верхнего мела и палеогена Нижнего Поволжья.
Палеонтологические исследования А. П. Павлова связаны с изучением мезозойских моллюсков, главным образом аммонитов и белемнитов. В монографиях об ауцеллах и ауцеллинах меловых отложений Европейской России (1907), а также о юрских белемнитах А. П. Павлов даёт примеры конкретной разработки генетической классификации. Впервые выдвинул представление о трёхкратном оледенении Восточноевропейской равнины и предложил первую схему её четвертичной истории. Выделил два новых типа континентальных отложений: делювий и пролювий. Автор геоморфологических работ, связанных с происхождением рельефа равнин.
Впервые установил наличие ряда дислокаций на территории Поволжья (широтную дислокацию по северной окраине Жигулей, Астраханско-Саратовскую и Доно-Медведицкую системы дислокаций). Выделил наиболее подвижные и склонные к опусканию участки древних платформ (синеклизы). На основе этих исследований пришёл к выводу о вероятном наличии нефтяных месторождений в районе Самарской Луки.
А. П. Павлову принадлежит ряд работ по оползням Поволжья, в которых он осветил условия образования и механизм оползневых смещений, разработал их классификацию и указал на важнейшие методы борьбы с ними.

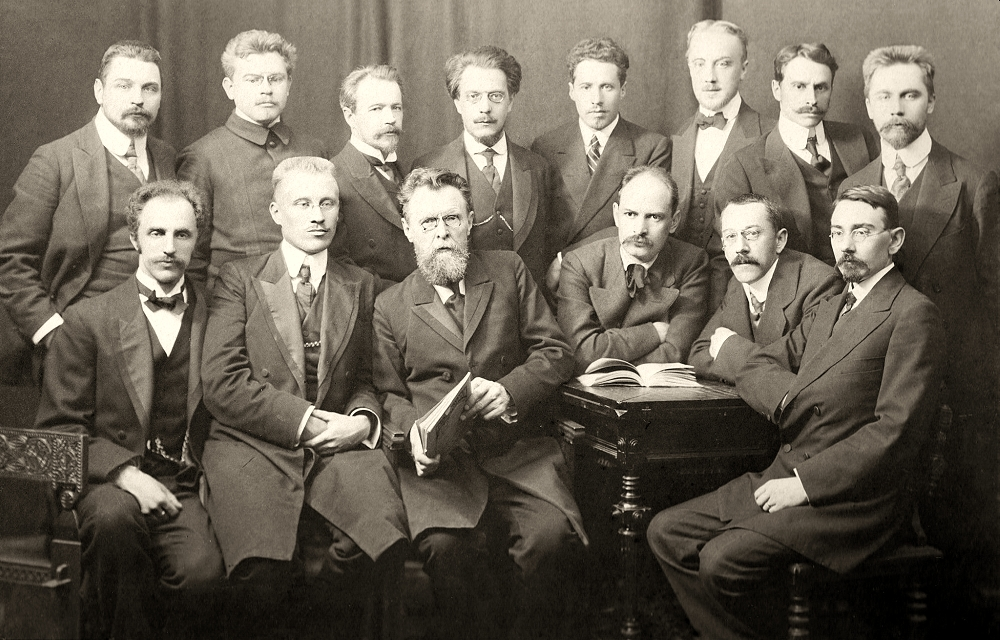
А. П. Павлов с учениками

Создал «школу московских геологов», в которую входили его ученики: А. Д. Архангельский, Н. Н. Боголюбов, М. А. Болховитинова, М. М. Васильевский, В. А. Варсанофьева, К. И. Витсконт, Б. М. Даньшин, С. А. Добров, А. П. Иванов, Д. И. Иловайский, В. С. Ильин, А. М. Жирмунский, В. А. Жуков, М. М. Жуков, Н. И. Криштофович, О. К. Ланге, К. И. Лисицын, В. Ф. Лунсгергаузен, А. Н. Мазарович, В. В. Меннер, Е. В. Милановский, Б. А. Можаровский, Г. Ф. Мирчинк, М. З. Мидькович, С. В. Обручев, А. В. Павлов, М. М. Пригорский. А. Н. Розанов, А. Г. Ржонсницкий, А. Н. Семихатов, М. С. Смородина, Д. П. Стремоухов, А. Ф. Слудский, В. А. Теряев, А. А. Чернов, В. М. Цебриков, Н. С. Шатский, М. С. Швецов, В. А. Шировский, Д. Н. Эдинг и другие.

## Награды и звания
- 1928 — Заслуженный деятель науки РСФСР.

## Членство в организациях
- 1883 — Московского общества испытателей природы, с 1888 — секретарь, c 1916 — вице-президент.
- 1902 — Педагогический музей Московского университета, заведующий музеем.
- 1903 — Французское геологическое общество, член и почётный вице-президент, удостоен Золотой медали им. Годри (1926).
- 1914 — Геологическое общество Лондона.
- 1916 — Императорская Санкт-Петербургская академия наук.
- 1927 — Комиссия по изучению четвертичного периода, председатель.

## Память
- Геолого-палеонтологический музей имени А. П. и М. В. Павловых.
- В Музее землеведения МГУ (на 24 этаже Главного здания) установлен бюст А. П. Павлова[13].

Формы ископаемых организмов, названные в честь А. П. Павлова:
- Schwagerina pavlovi Rauser, 1939 — подкласс фораминифер, нижняя пермь европейской части России;
- Protoleucon pavlovi Bolchovitinova, 1926 — тип губок, средний карбон Подмосковья;
- Agarieophyllum pavlovi Fomitchev, 1953 — класс коралловых полипов, верхний карбон Донбасса;
- Aucellina pavlovi Sokolov, 1908 — класс двухстворчатых моллюсков, нижний мел Мангышлака;
- Tellina pavlovi Arkhangelskij, 1904 — класс двухстворчатых моллюсков, палеоцен Поволжья.

Головоногие моллюски:
- Pavlovia Ilovaisky, 1917 — верхняя юра Подмосковья;
- Ammonitoceras pavlowi Wassiliewskyi, 1908, первоначально Crioceras — нижний мел Мангышлака;
- Asteriera pawlowi Karakasch, 1907 — нижний мел Крыма;
- Caredioceras pavlowi Voronetz, 1962 — верхняя юра Северной Сибири;
- Euryptychites pavlovi Voronetz, 1962 — нижний мел Северной Сибири;
- Lagonibelus pawlowi (Holcobeloides pawlowi) Sach&Nalnjaeva, 1964 — верхняя юра Северной Сибири;
- Nannobelus pavlovi Krimholz, 1947— нижняя юра Северной Сибири;
- Pavlovia pavlovi, Michalsky,1890, первоначально Perisphinctes — верхняя юра европейской части России.